# John Hiley Addington
John Hiley Addington (août 1759 - 11 juin 1818) est un homme politique du parti conservateur britannique.

## Jeunesse
Il est le deuxième fils de Anthony Addington et de sa femme Mary, fille de Haviland John Hiley. Son frère aîné est Henry Addington, qui est Premier ministre du Royaume-Uni et sous l'influence duquel il mène sa carrière. Il fait ses études à la Cheam School puis au Winchester College puis étudie à Ealing jusqu'en 1776 et ensuite au Brasenose College, Oxford.

## Carrière politique
Il entre à la Chambre des communes britannique en 1787, après avoir été élu pour Truro. Il représente la circonscription jusqu'en 1790 et, après une pause de quatre ans, est réélu au Parlement pour Winchelsea jusqu'en 1796. Lors des élections générales suivantes, Addington se présente avec succès à Wendover. Il occupe ce siège jusqu'à l'acte d'union de 1801, puis devient membre du nouveau Parlement du Royaume-Uni. En 1802, il remporte les élections de Bossiney, mais il démissionne de son siège l'année suivante. Il se présente à Harwich dans une élection partielle, qui est déclenchée par la mort de son prédécesseur et représente la circonscription jusqu'à sa mort.
Durant son mandat de député, il est nommé Lord du Trésor en décembre 1800 par le Premier ministre de l'époque, William Pitt le Jeune. En mars de l'année suivante, il est secrétaire au Trésor jusqu'en 1802, date à laquelle il retourne à son ancien poste à sa propre demande. Il est nommé payeur des forces armées en 1803 et est admis à cette occasion au Conseil privé. Lorsque, l'année suivante, le gouvernement de son frère Henry tomba, il est remplacé en tant que Paymaster. En 1806, il rejoint le Conseil de contrôle en tant que commissaire, mais le quitte au bout d'un an. Il accepte une nomination en tant que Secrétaire d’État aux affaires intérieures en 1812, prend sa retraite pour cause de maladie en 1818.
En 1803, il est nommé haut commissaire de Harwich et lieutenant-colonel des Mendip Volunteers.

## Famille
En 1785, il épouse Mary, fille de Henry Unwin. Le couple a deux fils et une fille. il est décédé à Longford Court en 1818, à la suite de complications après une opération à l'estomac. Sa femme lui a survécu jusqu'en 1833. Son plus jeune fils, Henry Unwin Addington (en), est diplomate et fonctionnaire.
L'écrivain Hannah More est un ami proche d'Addington et de sa famille.